# Lore Neugebauer
Lore Neugebauer, geb. Wallisch-Prinz (* 26. Mai 1928 in Dortmund; † 27. Juli 1994 in Mellrichstadt) war eine deutsche Politikerin (SPD). Sie war von 1987 bis 1989 Mitglied des Europäischen Parlaments.

## Leben und Beruf
Die in Dortmund geborene Diplom-Volkswirtin war in Erfurt aufgewachsen und 1949 in die Bundesrepublik übergesiedelt. Sie lebte von 1972 bis zu ihrem Tod in Mellrichstadt (Landkreis Rhön-Grabfeld).
Lore Neugebauer war evangelisch, verheiratet und Mutter dreier Kinder.

## Partei
Seit 1961 war sie Mitglied der SPD. Von 1976 bis 1993 war sie Unterbezirksvorsitzende der Arbeitsgemeinschaft sozialdemokratischer Frauen (AsF) im SPD-Unterbezirk Rhön-Haßberge, zu dem die drei Landkreise Bad Kissingen, Haßberge und Rhön-Grabfeld gehören. Ab 1979 führte sie fast zehn Jahre den SPD-Kreisverband Rhön-Grabfeld als Vorsitzende.

## Abgeordnete
Am 3. Juli 1987 war sie als Nachrückerin für den verstorbenen Würzburger SPD-Politiker Bruno Friedrich ins Europäische Parlament eingezogen. Sie schloss sich der Sozialistischen Fraktion an und war bis zum 24. Juli 1989 Mitglied im Institutionellen Ausschuss.

## Kommunalpolitik
Sie war von 1984 an Kreisrätin in Rhön-Grabfeld und von 1990 Stadträtin in Mellrichstadt. Beides blieb sie bis zu ihrem Tod.
Sie kandidierte zweimal für einen Sitz im Bayerischen Landtag und stellte sich 1990 bei der Landratswahl als Kandidatin zur Verfügung, erreichte jedoch in keinem Wahlgang die erforderliche Mehrheit.